# 케 테 페르도네 디오스
《케 테 페르도네 디오스》(스페인어: Que te perdone Dios)은 2015년 방영된 멕시코의 텔레노벨라이다.